# Batman Unlimited: Animal Instincts
Batman Unlimited: Animal Instincts é um filme animado estadunidense dirigido por Butch Luckic e roteirizado por Heath Corson. É baseado nas histórias da DC Comics de mesmo nome. A voz do Batman é feita por Roger Craig Smith. É uma das primeiras animações dirigidas e produzidas por Butch Lukic.

## Sinopse
Quando Gotham é atormentada por crimes cometidos por um esquadrão de vilões animais composto por Pinguim, Dorso Prateado, Mulher-Leopardo, Crocodilo e Morcego Humano, em seguida, Batman, Robin Vermelho, Asa Noturna, Arqueiro Verde e Flash têm de se unir para detê-los.

## Elenco
- Roger Craig Smith ... Batman / Bruce Wayne[2]
- Dana Snyder ... Oswald Cobblepot / Pinguim[2]
- Chris Diamantopoulos ... Oliver Queen / Arqueiro Verde[2]
- Laura Bailey ... Mulher-Leopardo / Barbara Minerva[3]
- John DiMaggio ... Waylon Jones / Crocodilo[2]
- Sera Friedle ... Dick Graysson / Asa Noturna[3]
- Yuri Lowenthal ... Robin Vermelho / Tim Drake[4]
- Liam O'Briam ... Kirk Langstroom / Morcego Humano
- Charlie Schlatter ... Flash
- Keith Szarabajka ... Dorso Prateado[5]
- Richard Epcar ... Comissário James Gordon
- Alastair Duncan ... Alfred Pennyworth
- Amanda Troop ... Gladys Windsmere, Pretty Girl
- Matthew Mercer ... Mech Guard 1, Wealthy Jock
- Eric Bauza ... Punk #1, Rookie Cop
- Mo Collins ... Dispatch, Distinguished Woman
- Keith Ferguson ... Gruff Cop, Distinguished Man